# يامابي نو أكاهيتو
كان يامابي نو أكاهيتو (山 部 赤 人 أو 山 邊 赤 人) (fl.724-736) شاعرًا من فترة نارا في اليابان . مان يوشو، مختارات قديمة، تحتوي على 13 chōka ("قصائد طويلة") و 37 تانكا ("قصائد قصيرة") من قصائده. تم تأليف العديد من قصائده خلال رحلاته مع الإمبراطور شومو بين عامي 724 و 736. يعتبر يامابي أحد كامي الشعر، ويسمى واكا نيسي مع كاكينوموتو نو هيتومارو . يُشار إليه كواحد من ستة وثلاثين شاعراً خالداً .
أصبح تفكيره في جبل فوجي عبر خليج تاغو وجهة نظر شائعة رسمها فناني أوكييو-إي، بما في ذلك هيروشيغي وأوتاغاوا كونيوشي .

استخدم الملحن الأمريكي آلان هوفانيس نصًا ليامابي من مانيوشو في نشيده فوجي، مرجع سابق. 182 (1960، مراجعة 1964).

## اعمال

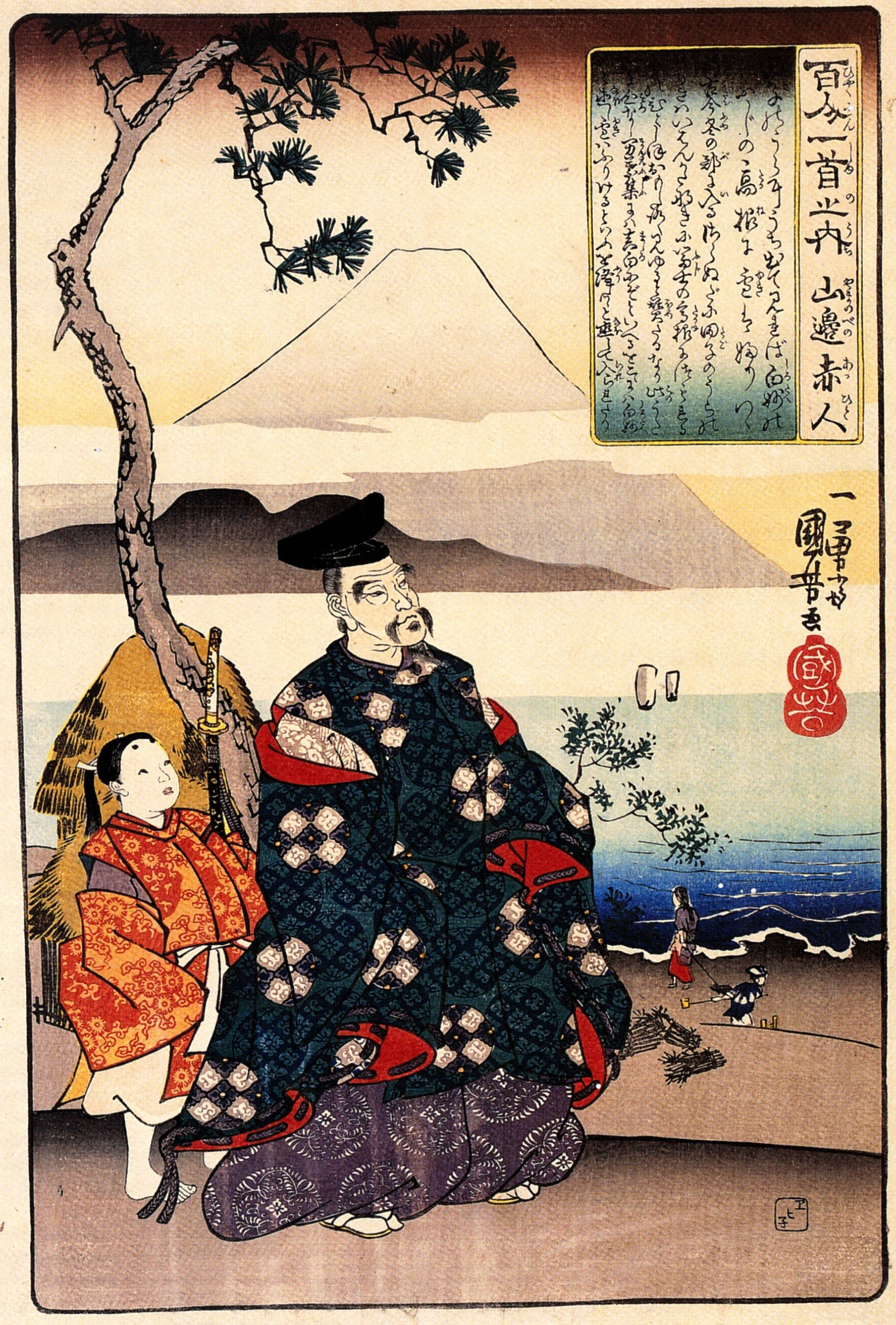
كونيوشي، يامابي نو أكاهيتو

شين كوكين واكاشو (مجموعة جديدة من الشعر الياباني القديم والحديث)
・田子の浦に　うち出でてみれば　白妙の　富士の高嶺に 雪は降りつつ
Tagonoura ni Uchiide te mire ba Shirotae no Fuji no takane ni Yuki wa furi tsutsu
تفسير
عندما تذهب إلى تاجونورا وتنظر في المسافة، يمكنك رؤية جبل فوجي الأبيض النقي والثلج يتراكم. تصف هذه القصيدة مشهد الشتاء الجميل لجبل فوجي الذي شوهد من تاغونورا. في وقت لاحق، تم اختيار هذه القصيدة لـ هياكونين إيشو (واحدة من مائة قصيدة واكا لمئة شاعر).

## المواقع التاريخية
يوجد قبر يامابي نو أكاهيتو في هايبارا يامانوب في مدينة أودا بمحافظة نارا. إنها مقبرة هادئة بها جورينتو (شاهد قبر مؤلف من خمس قطع مكدسة الواحدة فوق الأخرى)، مانيو كاهي (نصب تذكاري محفور بأسلوب شعر مانيو) ولوحة صغيرة. يبلغ ارتفاع جورينتو 210 سم وبسيط للغاية. يبدو أنه تم بناؤه في فترة كاماكورا، ولا يوجد دليل على أن يامابي نو أكاهيتو مدفون هنا.

## الخصائص الثقافية
في متنزه فوجينوكوني تاجونورا ميناتو في مدينة فوجي، محافظة شيزوكا، يوجد مانيو كاهي. تم نقش هذا النصب مع "قصيدة عن جبل فوجي" كتبها أكاهيتو يامابي، ويستخدم حجر ماتسونو (المعروف باسم "حجر البالة") من مينامي ماتسونو، مدينة فوجي. يمكن رؤية جبل فوجي من هذه الحديقة، وثمانية أعمدة حجرية مرتبة على شكل جبل فوجي لتتداخل معها. النقش له قيمة ثقافية عالية لأن المخطوطة Man'yogana محفورة كما هي.

## روابط خارجية
- 2001 واكا - أكاهيتو